# Psychoda nugatrix
Psychoda nugatrix är en tvåvingeart som beskrevs av Baez 1991. Psychoda nugatrix ingår i släktet Psychoda och familjen fjärilsmyggor.
Artens utbredningsområde är Kanarieöarna. Inga underarter finns listade i Catalogue of Life.